# 대한민국의 자유 무역 협정

대한민국과 FTA를 체결한 국가를 나타낸 지도.

다음은 대한민국이 다른 나라들과 FTA를 체결한 현황을 나타낸 것이다.

## 상세
수출 의존도가 높은 대한민국은 다양한 국가들 및 국가 연합과 무역 협정 체결을 통해서 해외 시장 확장에 나서고 있다.

## FTA 목록

### 한·칠레 FTA
대한민국이 최초로 맺은 자유무역협정이다. 칠레는 핸드폰, 자동차 등에 대한 관세 폐지, 한국은 포도 등에 대한 관세 폐지를 담은 내용의 FTA 협약을 2002년 10월에 맺고 2004년4월 1일부터 발효되었다. FTA 직전 해 칠레와 우리나라의 무역 교역량은 16억 달러였는데, 2010년 72억 달러로 늘어

### 한·싱가포르 FTA
1999년 9월 APEC 정상회담에서 당시 싱가포르 고촉통 총리가 대한민국 김대중 대통령에게 공식 제안함으로써 시작되었고
2003년 10월부터 양국간 협상을 개시하여 2004년 11월에 협상이 타결되어 2005년 8월 4일 협정에 공식 서명하였다. 양국은 2005년 127억 달러의 교역량을 보이고 있었는데 FTA 이후인 2010년 양국은 231억 달러의 교역량을 기록했다.

### 한·유럽자유무역연합 FTA
2004년 5월 한-EFTA 통상장관회담에서 한·유럽자유무역연합 FTA에 대한 연구 개시에 합의함으로써 시작되었고 2004년 12월 16일 공식 협상 개시를 선언하였다. 유럽자유무역연합은 아이슬란드 공화국, 리히텐슈타인 공국, 노르웨이 왕국, 스위스 연방 이상 4개국이다. 2005년 1월부터 7월까지 5차례에 걸쳐 양자간 협상을 개최하여 2005년 7월 12일, 중화인민공화국 다롄에서 FTA협상 타결을 공식 선언했다. 2006년 6월 30일, 국회 비준동의를 거쳐 9월 1일 협정이 발효되었다.
2005년 29억 달러를 기록했던 한-EFTA 교역량은 FTA 이후 2011년 92억 달러로 3.17배가 늘은 것으로 나타났다.

### 한·미 FTA (KORUS FTA)
노무현 정부 시절 2007년 4월 2일, 미국과의 자유무역협정이 타결되었다. 당시 미국과의 자유무역협정이 체결된다면 NAFTA(북미자유무역협정)와 EU 다음으로 거대한 자유무역시장을 갖게 된다는 예상이 있었다. 이에 따라 한미 자유무역협정은 양국 의회의 비준 동의를 받는 차례만 남았으나, 미국에서는 재협상 논란, 대한민국에서는 졸속 비준 논란이 이는 등 비준 동의안 처리에 적지 않은 난항을 겪었다. 2012년 3월 15일에는 협정이 공식 발효되었다.
- 2005년 10월 - 한미 FTA 4대 선결조건 약값 재평가 제도 개정 중단 선언
- 2005년 11월 - 한미 FTA 4대 선결조건 배출가스 강화 기준 수입차 적용 유예안 발표
- 2006년 1월 - 한미 FTA 4대 선결조건 미국산 쇠고기 금수조치 해제, 스크린쿼터 146일에서 73일로 축소
- 2006년 2월 - 한미 FTA에 관한 첫 협상 선언
- 2006년 5월 - 한미 FTA 1차 협상 (미국 워싱턴)
- 2006년 7월 - 한미 FTA 2차 협상 (대한민국 서울)
- 2006년 9월 - 한미 FTA 3차 협상 (미국 시애틀)
- 2006년 10월 - 한미 FTA 4차 협상 (대한민국 제주도)
- 2006년 12월 4일 - 12월 8일 : 한미 FTA 5차 협상 (미국 몬태나주)
- 2007년 1월 15일 - 1월 19일 : 한미 FTA 6차 협상 (대한민국 서울)
- 2007년 2월 11일 - 2월 14일 : 한미 FTA 7차 협상 (미국 워싱턴)
- 2007년 3월 8일 - 3월 12일 : 한미 FTA 8차 협상 (대한민국 서울)
- 2007년 4월 2일 협상타결
- 2007년 5월 25일 한미 FTA 협정문 공개[2][3]
- 2007년 6월 양국 협상 서명. 향후 양국 의회의 비준 후에 발효됨.
- 2007년 6월 29일 추가 협상 타결
- 2008년 12월 18일 임시국회에서 대한민국 국회 외교통상통일위원회는 회의장을 원천 봉쇄하고 한미 FTA 비준 동의안을 상정했다.[4]
- 2009년 4월 22일 외통위 박진 위원장, 한미 FTA 비준동의안 처리
- 2010년 12월 4일 추가 협상 타결
- 2018년 9월 24일 한미 FTA 개정협정 서명

### 한·EU FTA
대한민국과 유럽연합간 자유무역협정은, 2003년초 참여정부의 로드맵 구축을 시작으로, 2006년 7월 예비협상을 거쳐, 2007년 5월 4일 서울 외교통상부 청사에서 양국 대표부장간 기자회견, 그리고 5월 7일 제1차 협상을 시작으로 대장정에 들어갔다.
서울에서 벌인 1차협상에서, 양 당사자는 전체 상품의 95%이상을 개방하고, 공산품 관세 철폐에 합의하는 등 여러 성과를 냈다. 그러나 대한민국측에서 자동차, 반도체시장을, EU측에서 환경 및 노동분야에서 서로의 공세와 더불어, 서비스 및 통신분야의 시장개방에 EU측에서 적극적 관심을 보이는 등 서로 탐색전을 벌였다.
그러나 투자자 국가 분쟁 해결과 쇠고기수입문제, 그리고 방송시장 개방 등은 논의 자체에서 배제하기로 합의, 극렬한 반발이 있었던 한미FTA와는 달리 비교적 원만한 타결이 예상된다.
2차협상은 2007년 7월에 벨기에 브뤼셀에서 열기로 합의했다.
2010년 10월에 벨기에 브뤼셀에서 협정문에 양국 대표가 서명을 하였다.
이로써 한-EU FTA가 2011년 7월 1일 발효됐다. 세계 최대 경제권인 유럽연합 즉 EU와의 교역증가로 한국은 향후 10년간 GDP가 5.6% 증가하고, 선진국들과의 경쟁을 통해 우리 산업의 고도화와 경쟁력이 향상될 전망이다. 7월 1일부로 즉시 관세가 없어지는 품목은 9,195개로 유럽산 자동차와 의류, 와인 등 일상생활과 밀접한 제품들을 보다 싼 값에 구입할 수 있게 됐다. 또 27개 회원국으로 구성된 유럽연합과의 시장개방 덕분에 우리 경제는 교류가 확대되고 생산성이 크게 향상되어 최대 25만개의 새로운 일자리가 만들어질 것으로 기대된다. 향후 15년간 유럽연합과의 무역은 연평균 3.61억달러 흑자가 예상되며, 특히 자동차와 전기전자, 섬유 등 제조업 분야 수출이 연평균 25.2억달러가 증가될 것으로 예상된다.
한편 토마스 코즐로프스키 한국 주재 EU 대사는 한국과 EU간 FTA 발표를 하루 앞둔 6월 30일 서울 종로구 주한 EU 대표부에서 기자회견을  갖고 "한국과 EU간 FTA는 새로운 시대의 시작을 의미하고, 유럽과 아시아, 그리고 유럽과 한국의 거리가 단축됨으로써 재화와 서비스, 아이디어가 양쪽에서 보다 자유롭게 전달되는 고속도로 역할을 하게 될 것"이라고 기대감을 내비쳤다.
그러면서 그는 한-EU FTA는 단순히 경제성장만 촉진하는 게 아니라, 최근 유럽에서 케이팝 즉 한국대중음악 공연이 열리는 등 문화와 전통이 유럽 전역에 알려지고 한국이 유럽에서 보다 인지도 있는 국가브랜드가 되는 것을 더욱  촉진하게 될 것"이라고 전망했다. 세계 최대 경제권인 유럽연합 즉 EU와 우리나라와의 FTA가 발효된 지난 7월 1일부터 13일까지 약 보름간 수출액이 작년 같은 기간보다 19% 증가한 14억8천만달러였다. 수입도 16% 많아진 16억5천만달러였다. 특히 전체 수출액중 FTA를 통해 무관세 또는 관세인하 혜택을 받으며 수출된 상품이 55%에 달해, 다른 FTA 예로써 2007년 6월 발효된 아세아과의 FTA 활용률이 30% 정도임을 고려할 때 2배 내지 3배에 육박하는 높은 활용율을 기록중이다.
피터 한센 주한 덴마크 대사는 한 언론과의 인터뷰에서 "한국에서 덴마크산 돼지고기 수입이 늘고 있으며, FTA 이후 제약 분야, 그린에너지 분야에서 서로 윈윈할 것으로 보인다"고 밝힌 바 있다.

### 한·중 FTA
대한민국과 중화인민공화국의 양국 정상은 2007년 4월 회담을 통하여 양국의 FTA 추진에 원칙적으로 동의를 하였고, 준비 단계로서 FTA 체결시 영향에 대하여 공동으로 연구를 진행 중이다.
2008년 12월 12일, 한국은행은 중국인민은행과 1800억위안(260억달러 상당)의 통화 스와프 협정을 체결했다고 밝혔다. 기존 40억달러에서 300억달러로 확대한 것이다. 또한 한국은행은 일본은행과의 통화 스와프 규모를 기존 130억달러에서 300억달러로 확대하는 협정을 체결했다고 밝혔다. 2008년 12월 13일 중국의 원자바오 총리는 "중국이 최고"이라고 말했다. 중국, 일본은 세계 외환보유고 1위, 2위 국가이다.
2008년 12월 13일, 일본의 후쿠오카(福岡)에서 제1회 한중일 정상회담이 열렸다. 매년 정기적 정상회담 개최를 합의했다. 중국과 일본 정상은 이명박 대통령에게 자유 무역 협정(FTA)을 요구했다. 2014년 11월 10일, 중국 주석 시진핑과 대한민국 대통령 박근혜가 협정을 타결했다. 2015년 2월 25일, FTA는 가서명 상태에 들어갔으며, 같은 해 6월 3일, 정식 서명했다.

### 한·인도 CEPA
포괄적 경제동반자협정이란 상품교역, 서비스교역, 투자, 경제협력 등 경제관계 전반을 포괄하는 내용의 협정을 말한다. 본질적인 측면에서는 자유무역협정(FTA)과 동일한 성격을 지니고 있지만, 주로 상품과 서비스의 자유로운 교역을 핵심으로 하는 자유무역협정(FTA)에 비해서 포괄적 경제동반자협정(CEPA)은 보다 더 광의적인 개념이라 할 수 있다. 한국과 인도는 2009년 8월 7일 정식서명을 통해 양국간의 포괄적 경제동반자협정(CEPA)을 체결했으며, 이 협정은 2010년 1월 1일을 기점으로 정식 발효되었다. 이 협정에는 상품 무역과 원산지 규정, 무역 원활화 및 관세 협력, 서비스 무역, 통신시장 개방, 인력이동, 투자, 지적재산권, 무역 분쟁 해결 등 다양한 분야에 대한 내용을 포함하고 있다.

### 한·페루 FTA
한국과 페루의 FTA 논의는 2008년 5월 30일 양국 통상 관계자들에 의해 시작되어 2009년 1월 준비교섭이 시작되었다.
- 2009년 3월 16일-20일: 제 1차 회담 (서울)
- 2009년 5월 11일-14일: 제 2차 회담 (리마)
- 2009년 6월 29일-7월 3일: 제 3차 회담 (서울)
- 2009년 7월 22일: 통상관련 고위공직자 회담 (싱가포르)
- 2009년 10월 19일-22일: 제 4차 회담 (리마)
- 2009년 11월 12일: 양국정상이 "조속한 타결"에 동의
- 2010년 1월 14일-15일: 중간회담 (워싱턴)
- 2010년 6월 4일: 고위공직자 회담 (삿포로)
- 2010년 8월 30일: FTA 체결 발표 (리마)

### 한·콜롬비아 FTA
한국과 콜롬비아 사이의 FTA는 2013년 2월 21일 한국의 박태호 통상교섭본부장과 콜롬비아의 세르히오 디아스 그라나도스 콜롬비아 통상산업 관광장관의 서명에 의해 체결되었다. 한국 측은 공산품, 콜롬비아는 광산 자원을 수출하는 방식을 통해 상호 보완적 FTA라는 의의를 가지고 있다. 콜롬비아 정부는 아시아에서 대한민국과 처음으로 자유 무역 협정을 체결했다. 주요 수출 품목은 자동차와 그 부품, 합성수지, 화물 자동차와 타이어 등이며 주요 수입 품목은 무연탄과 커피, 합금철 및 비철금속 스크랩이다.
- 2009년 12월 : 한국과 콜롬비아 사이에 FTA 협상 출범 선언식을 가짐
- 2012년 6월 25일: 한국-콜롬비아 FTA 협상 타결 선언, 가서명식
- 2013년 2월 21일: 한국-콜롬비아 FTA 공식 서명

### 한·영국 FTA
브렉시트 이후 한국과 영국이 별도로 체결한 자유 무역 협정이다.

### 한·걸프협력회의 FTA
2024년 한국이 걸프 협력 회의와 체결한 자유 무역 협정이다.

### 한·필리핀 FTA
2024년 한국이 필리핀과 체결한 자유무역협정이다.

## 같이 보기
- 대한민국의 대외 관계
- 자유 무역 협정